# Vikare
Vikare (Pusa hispida), även kallad ringsäl, är en säl som förekommer cirkumpolärt, främst i Norra Ishavet där den är den största sälpopulationen. Två underarter lever permanent i sjöar med sötvatten. Vikaren är något mindre än knubbsälen.

## Systematik och utbredning
Vikaren beskrevs taxonomiskt första gången 1775 av den tyska naturalisten Johann Christian Daniel von Schreber. Han beskrev den som Phoca hispida men studier visade på släktskap med sälarna i släktet Pusa varför den flyttades till detta släkte 1958. Dess svenska trivialnamn härledas från det geografiska begreppet vik, där en vikare alltså är ett djur som håller till i vikar.
Utöver Norra ishavet förekommer vikaren i angränsande havsområden som norra Atlanten, norra Stilla havet, Ochotska havet, Berings hav och Hudson Bay. Arten vistas främst i saltvatten men i Saimen, Ladoga och tidvis även i Nettilling Lake förekommer den även i sötvatten.
För vikaren utgör Östersjön, Saimen och Ladoga refugier från det stora sammanhängande levnadsområdet i Yoldiahavet, som existerade för cirka 10 000 år sedan.

### Underarter
Vikaren delas idag upp i fem underarter:
- Atlantisk vikare (P. h. hispida) - förekommer i norra Atlanten och norra Ishavet. Individer av atlantisk vikare genomför ibland vandringar och kan då nå Sveriges västkust och har till och med observerats vid Portugals kust. I västra Atlanten förekommer den ibland kring Newfoundland, i Stilla havet söderut till Aleuterna.[8]
- Östersjövikare (P. h. botnica) - förekommer i Östersjön.
- Saimenvikare (P. h. saimensis) - förekommer enbart i sjön Saimen i Finland
- Ladogasäl (P. h. ladogensis) - förekommer i sjön Ladoga i Ryssland
- P. h. ochotensis (Pallas, 1811), syn. P. h. gichigensis (J. A. Allen, 1902) - förekommer kring Kamtjatka, i Ochotska havet och söderut längs Japans kustlinje till 35:e nordliga breddgraden.[10]

## Utseende och läte
Vikarsälen är mellan 120 och 195 centimeter lång (genomsnitt 150 cm). Den kan väga upp till 100 kilogram, i sällsynta fall upp till 140 kilogram. Hannen är något större än honan. Sälen har grå päls med mörka fläckar som har en ljusare kant, ibland tydligt runda – därav namnet ringsäl –, men ibland är fläckarna knappt skönjbara.
Liksom andra sälar har arten en sländformig kropp. Däremot skiljer sig arten från andra öronlösa sälar genom tillväxt under hela livet. Det avrundade huvudet sitter på en kort hals och kännetecknas av framåtriktade ögonen samt en kort och bred nos.
Vikaren är för det mesta tyst men exempelvis ladogavikaren har märkbara läten.

## Ekologi

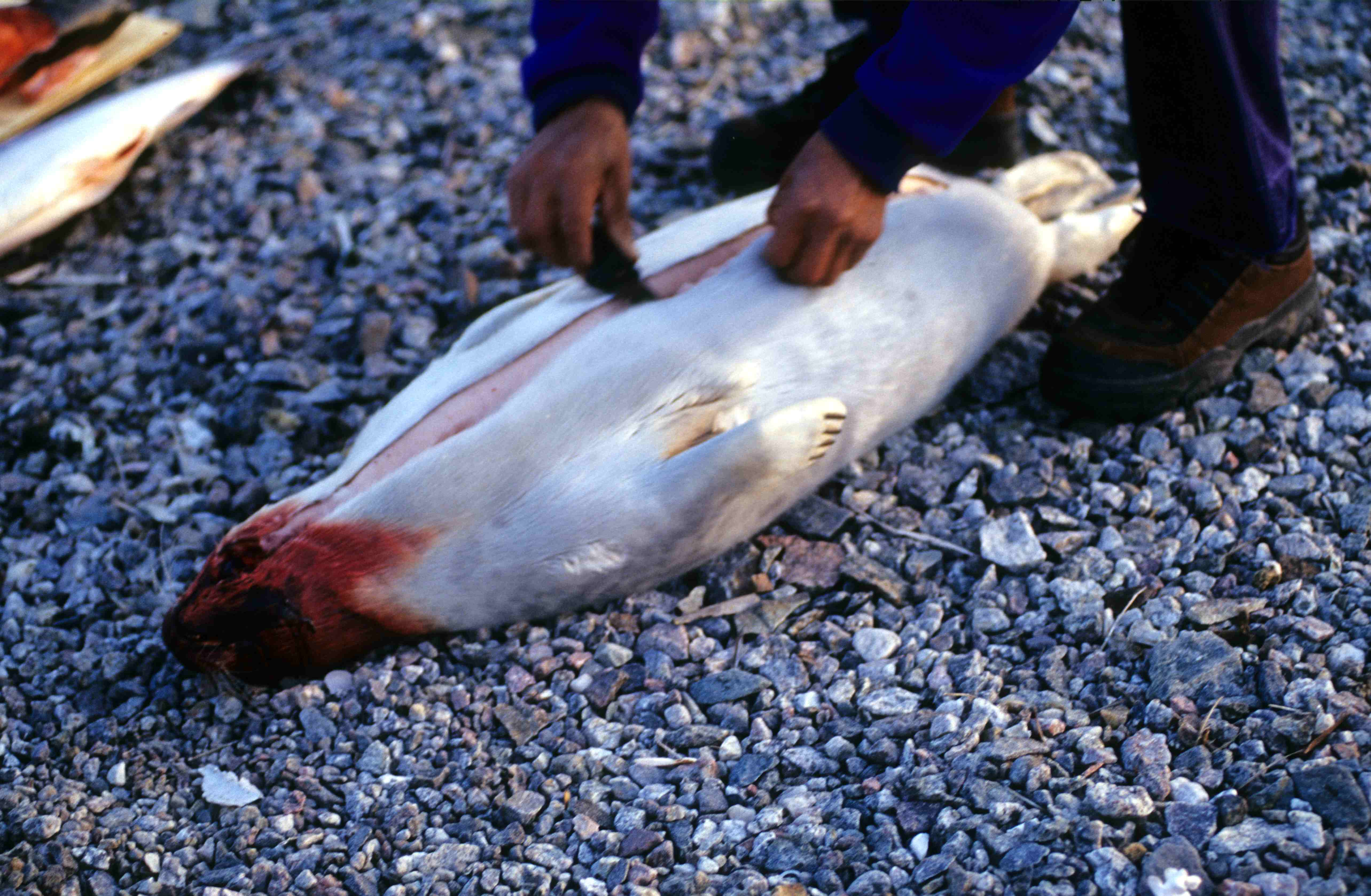
En vikare slaktas.

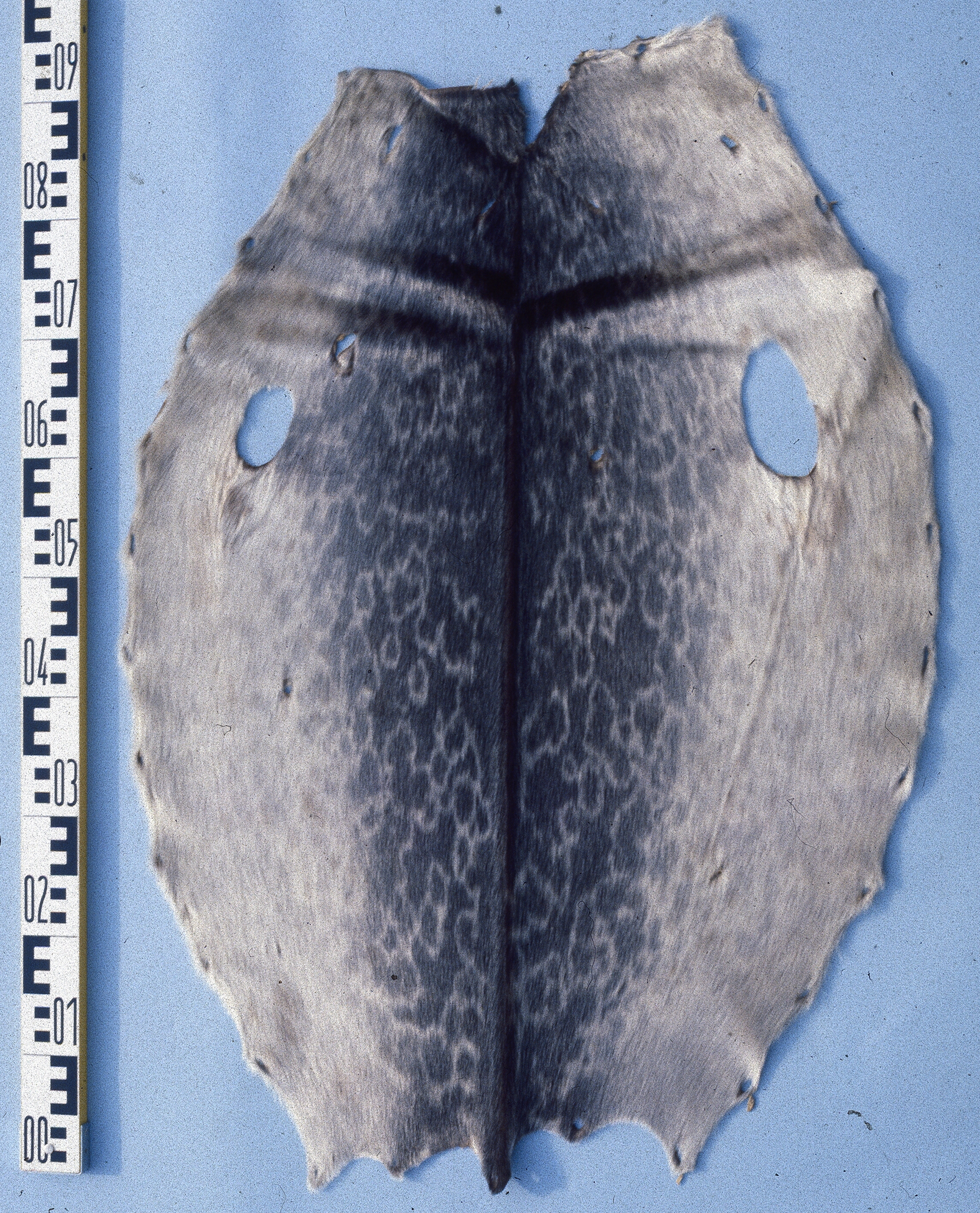
Päls av vikarsäl.

Vikaren föredrar havsregioner och sjöar som en längre tid av året är täckt med is. Merparten lever mest ensamma och bildar sällan flockar men ladogasälen är ett utpräglat flockdjur. På vintern skrapar vikaren hål i istäcket med labbarna för att få luft. En individ har vanligen mellan fem och tio hål samtidigt. Huvudsakligen använder djuret befintliga hål och börjar inte själv att göra nya. Vikaren utgör förmodligen det viktigaste bytet för isbjörn. Födan består huvudsakligen av fisk som mäter upp till tjugo centimeter. Vanligtvis är djuret under vattenytan i mellan två och fem minuter, men vid fara kan vikaren stanna under ytan i mellan 30 och 45 minuter innan den behöver luft. Vid dykning kan den nå ett djup på upp till 90 meter.

### Fortplantning
Honor skapar ett revir under vintern när de är dräktiga. Hela dräktigheten varar i elva månader, men embryot vilar cirka tre månader. Ibland gräver honan en grotta, i närheten av ett ishål, där hon föder sina cirka 60 centimeter långa ungar, som väger omkring 4,5 kilogram vid födseln. Ungen har vitaktig till ljusgrå päls som byts ut efter några veckor. Ungarna, som kallas kutar, diar honan under bara tre till sex veckor, då kuten väger cirka 20 kg. Kutarna lär sig tidigt att simma, vilket är nödvändigt på grund av det stora hotet från isbjörnar och fjällrävar, eller andra rovdjur, beroende på område. Honor kan para sig när de blivit tre–fyra år gamla, hannar något senare. Om en vikare lyckas undvika alla faror kan den bli 40 år gammal, men de flesta individerna blir mellan 20 och 25 år.

## Status och hot
Den globala populationen av vikare är inte kategoriserad som hotad av IUCN utan bedöms som livskraftig (LC). Alla underarter kan dock påverkas starkt av klimatförändringar och en ny bedömning måste göras inom tio år. Vissa underarter är hotade också nu.

### Atlantisk vikare
Den atlantiska vikaren är den ojämförligt största och mest spridda underarten av vikare. Då den delvis förekommer i svårt tillgängliga områden finns inga säkra data om beståndets storlek. Uppskattningar varierade mellan 6 och 7 miljoner (Stirling & Calvert 1979) och 2,5 miljoner (Miyazaki 2002) individer. De jagas för pälsen och tran men utgör ett mindre viktigt byte än sälarter som lever i flockar. Den atlantiska vikaren kategoriseras inte som hotad av IUCN, men eftersom miljöförändringar kan påverka populationen bör underarten hållas under uppsikt.

### Östersjövikare
Under 1800-talet fanns det några hundratusen vikare i Östersjön och i början av 1900-talet drygt hundratusen individer. Genom jakt kom arten nästan att utrotas. Också efter införande av skyddsåtgärder minskade populationen, troligtvis på grund av miljögifter (polyklorerade bifenyler) som förorsakade fortplantningsstörningar. Nu finns det omkring 5 500 vikarsälar i havet. Beståndet ökar i Bottenviken där cirka 70 procent av alla Östersjövikare lever, men i de södra delarna (Finska viken, Rigabukten och Skärgårdshavet) är stammen tämligen svag, delvis på grund av de milda vintrarna.
Jord- och skogsbruksministeriet i Finland beslutade i mitten av oktober 2010 om skyddsjakt på vikare i Bottenviken. Det var första gången på tjugotvå år som vikare skulle få skjutas. Sälarten var fortfarande rödlistad, men antalet hade ökat starkt sedan 1980-talet; populationen bedömdes öka med fem procent om året. Skyddsjakten berodde på att undersökningar med undervattenskameror hade visat att vissa vikare lärt sig ta fisk ur fällor och fiskeredskap. Det var dessa individer som skyddsjakten skulle inrikta sig på.
Underarten är upptagen på Röda listan i Sverige som nära hotad (NT).

### Saimenvikare
Vikaren i Saimen ställdes 1955 under skydd. På grund av jakt och utsläpp av kvicksilver var underarten med bara 180 individer nästan utdöd. I dagens läge ökar beståndet med två procent per år. Kring sekelskiftet 2000 fanns omkring 250 vikare i sjön, vintern 2012 310 vikare. Det största hotet är fiskeredskap, och då främst nätfiske eftersom sälarna ofta fastnar i näten och drunknar. Denna underart har också haft svårt att reproducera sig eftersom isarna håller en för låg kvalitet i dess utbredningsområde.
Saimenvikaren klassas i Finland som starkt hotad (EN). Man strävar efter att populationen skulle öka till 400 individer 2025, men populationen har hotat minska också under senare tid. Detta anses vara det minsta bestånd som inte hotas av tillfälliga störningar, såsom olämplig väderlek.

### Ladogavikare
I Ladoga består faran för vikaren i huvudsak av miljögifter. Många djur fastnar också i fiskenät och dör. Från och med 1980-talet är djuret fridlyst, men eftersom fiskare ser sälen som en konkurrent blir den ibland illegalt jagad. Kring sekelskiftet 2000 fanns omkring 5 000 vikare i sjön.

### P. h. ochotensis
Under slutet av 1960-talet beräknades populationen i Ochotska havet till omkring 850 000 individer och 2002 uppskattades beståndet utan föregående undersökning till mellan 800 000 och en miljon individer.

## Bilder

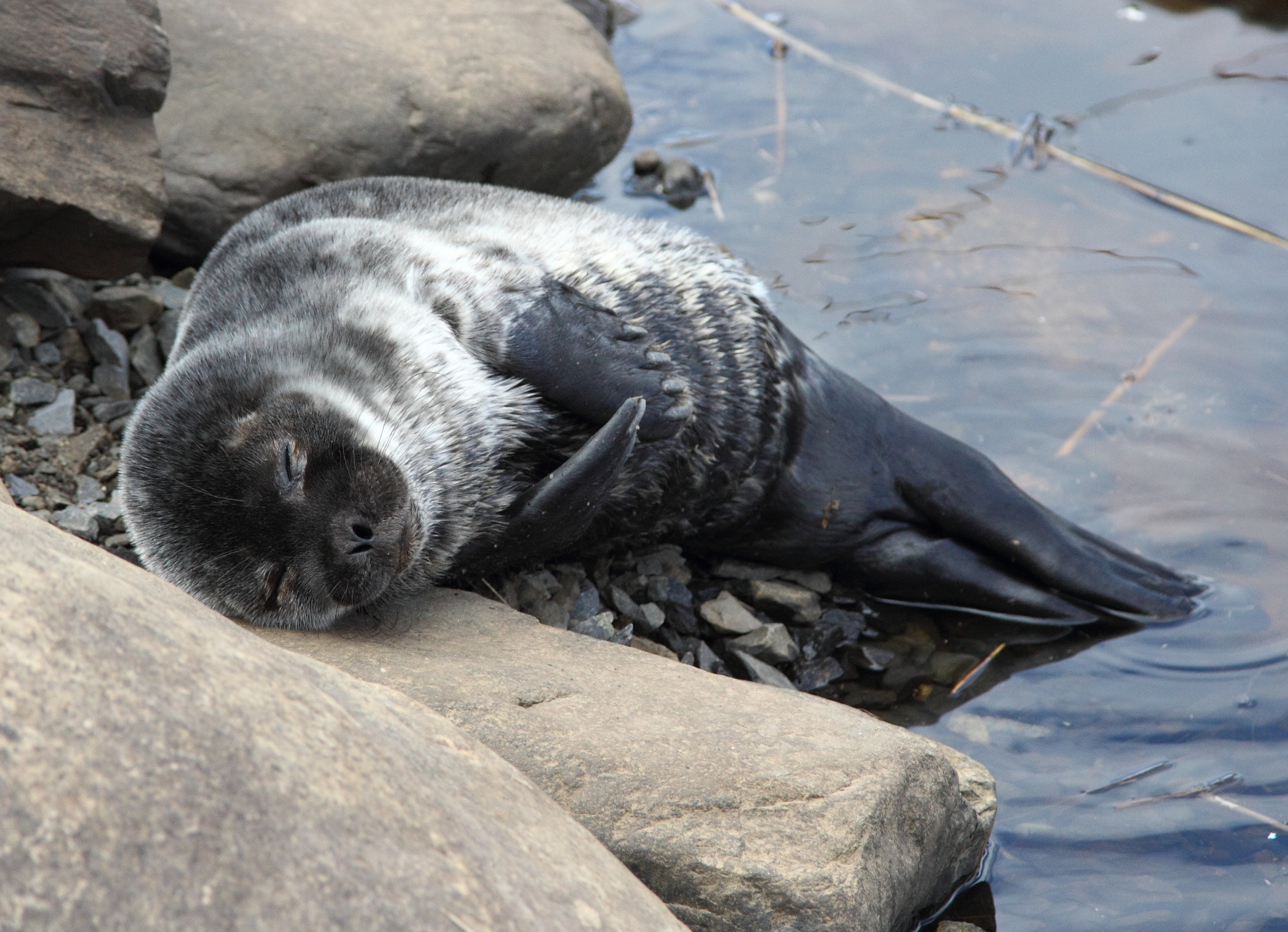
Ung östersjövikare på stranden.
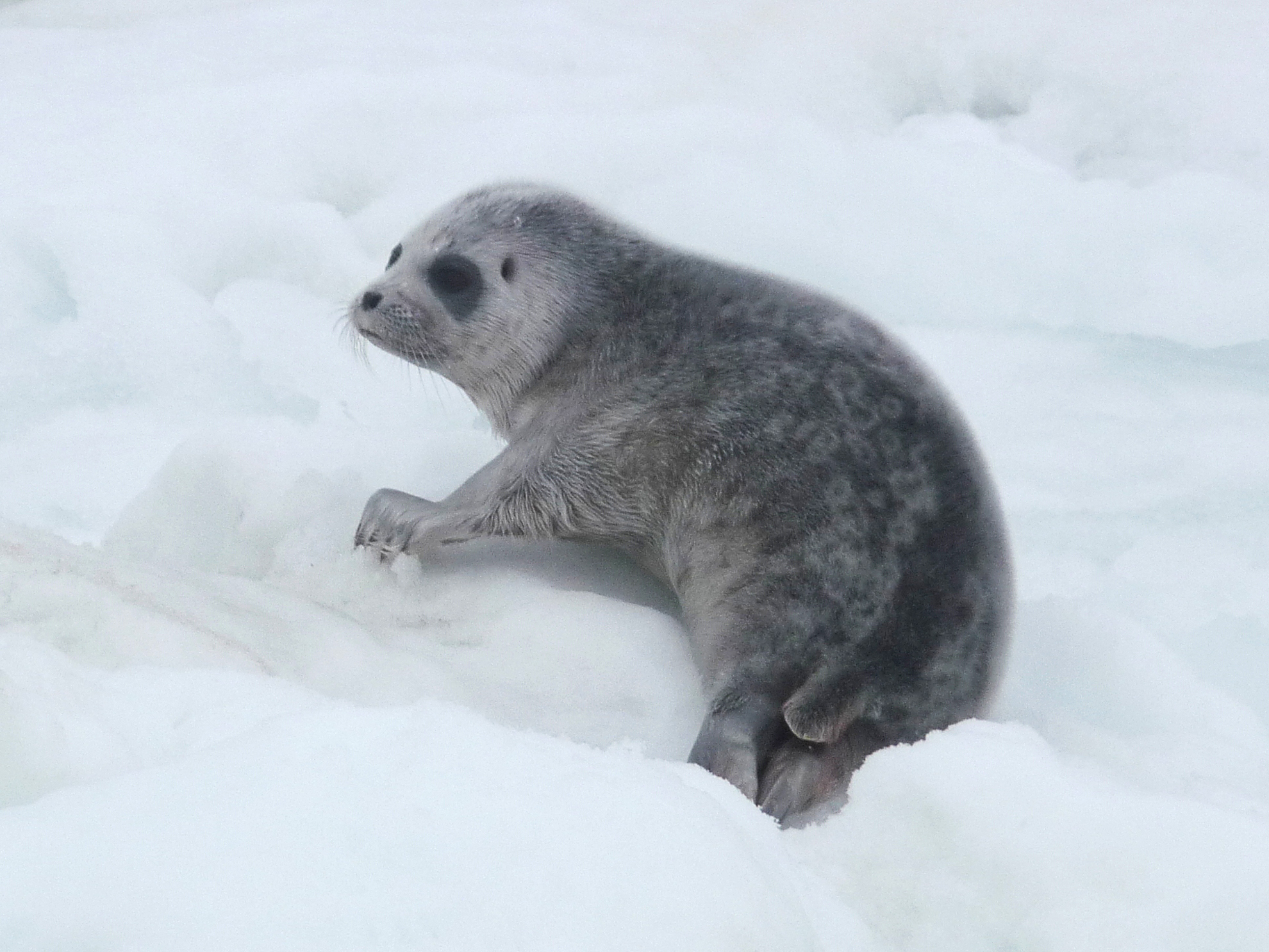
Kut.
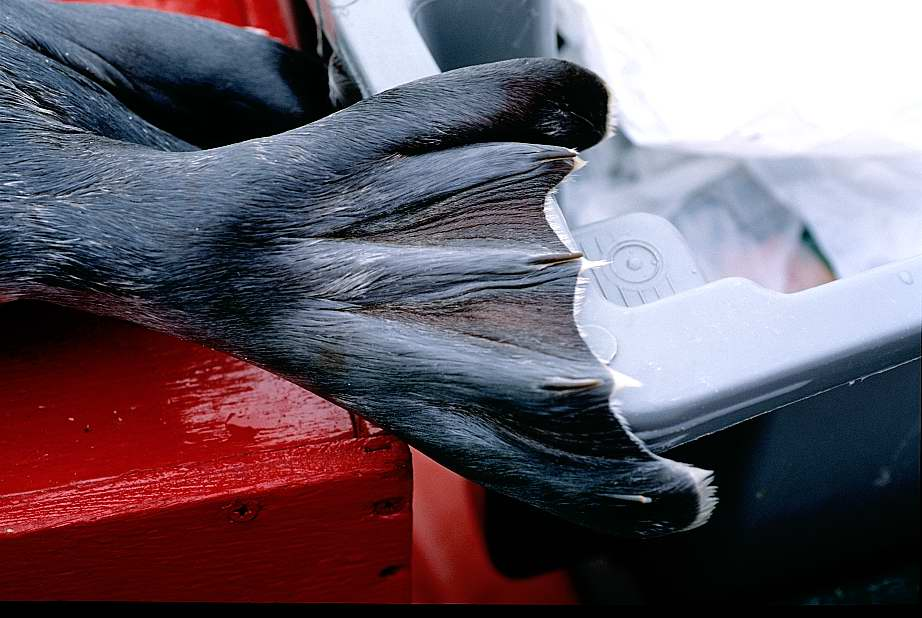
Stjärtfena.